# Ga Seokgye
Ga Seokgye (Tiếng Hàn: 석계역, Hanja: 石溪驛) là ga trung chuyển trên Tàu điện ngầm vùng thủ đô Seoul tuyến số 1 và Tàu điện ngầm Seoul tuyến 6, nằm ở biên giới Nowon-gu và Seongbuk-gu, Seoul. Tên của nhà ga không đề cập đến bất kỳ một vùng lân cận ở khu vực này; tên của nó là từ ghép của Seok trong Seokgwan-dong, Seongbuk-gu và Gye trong Wolgye-dong, Nowon-gu.

## Lịch sử
- 12 tháng 7 năm 1984: Bắt đầu xây dựng nhà ga mới
- 28 tháng 12 năm 1984: Hoàn thành  xây dựng nhà ga mới
- 14 tháng 1 năm 1985: Khai trương kinh doanh tại ga đường sắt
- 7 tháng 8 năm 2000: Với việc khai trương đoạn Sangwolgok ~ Bonghwasan của Tàu điện ngầm Seoul tuyến 6, ga Tuyến 6 mở cửa kinh doanh và trở thành ga trung chuyển.
- 15 tháng 12 năm 2002: Di dời sân ga đi xuống (hướng Incheon) do việc xây dựng mở rộng sân ga.
- Năm 2004: Hoàn thành xây dựng mở rộng sân ga Tuyến số 1 (Tuyến Gyeongwon)
- 21 tháng 12 năm 2005: Với việc khai trương Ga Dongmyo, số ga trên Tuyến 1 thay đổi từ 121 thành 120.
- 30 tháng 4 năm 2008: Hoàn tất lắp đặt cửa chắn sân ga Tuyến 6.
- 1 tháng 12 năm 2009: Loại bỏ nhà ga bán vé đường sắt
- Năm 2010: Tập đoàn Đường sắt Hàn Quốc lắp đặt cửa chắn tại ga Seokgye

## Bố trí ga

### Tuyến số 1 (2F)
| ↑ Đại học Kwangwoon |              |
| １ ２ \|            | \|           |
| Sinimun ↓           | Depot Imun ↓ |

| １ | ● Tuyến 1 | ← Hướng đi Đại học Kwangwoon · Uijeongbu · Dongducheon · Yeoncheon    |
| ２ | ● Tuyến 1 | → Hướng đi Seoul · Guro · Incheon · Seodongtan · Cheonan · Sinchang → |

| Tuyến và hướng                                         | Chuyển tuyến nhanh |
| ------------------------------------------------------ | ------------------ |
| Tuyến 1 (Hướng Yeoncheon, Đại học Kwangwoon) → Tuyến 6 | 10-4               |
| Tuyến 1 (Hướng Incheon, Seodongtan) → Tuyến 6          | 1-1                |

### Tuyến số 6 (B3F)
| Dolgoji ↑  |
| \| W/B     |
| ↓ Taereung |

| Hướng Tây  | ● Tuyến 6 | ← Hướng đi Yaksu · Samgakji · Gongdeok · Eungam          |
| Hướng Đông | ● Tuyến 6 | → Hướng đi Taereung · Hwarangdae · Bonghwasan · Sinnae → |

| Tuyến và hướng                        | Chuyển tuyến nhanh |
| ------------------------------------- | ------------------ |
| Tuyến 6 (Hướng Sinnae) → Tuyến 1      | 5-2                |
| Tuyến 6 (Hướng vòng Eungam) → Tuyến 1 | 4-3                |

## Xung quanh nhà ga
| Lối ra \| 나가는 곳 \| Exit \| 出口 | Lối ra \| 나가는 곳 \| Exit \| 出口                                                                           |
| ----------------------------------- | --- |
| 1                                   | Công viên văn hóa ga Seokgye Jangwi 3-dong                                                                    |
| 2                                   | Wolgye 1·3-dong Đại học Kwangwoon                                                                             |
| 3                                   | Trường tiểu học Hancheon Hanjin Hanwha Granville APT Cầu Wolleung                                             |
| 4                                   | Jungnangcheon Trung tâm Huấn luyện Phòng thủ Dân sự Đặc biệt Seoul                                            |
| 5                                   | Seokgwan-dong Trường trung học cơ sở và trung học Seokgwan Thư viện Seokgwan-dong Mirinae Jungang Heights APT |
| 6                                   | Trường tiểu học Seokgwan                                                                                      |
| 7                                   | Trung tâm cộng đồng Seokgwan-dong Giao lộ Jangwi                                                              |

## Hình ảnh

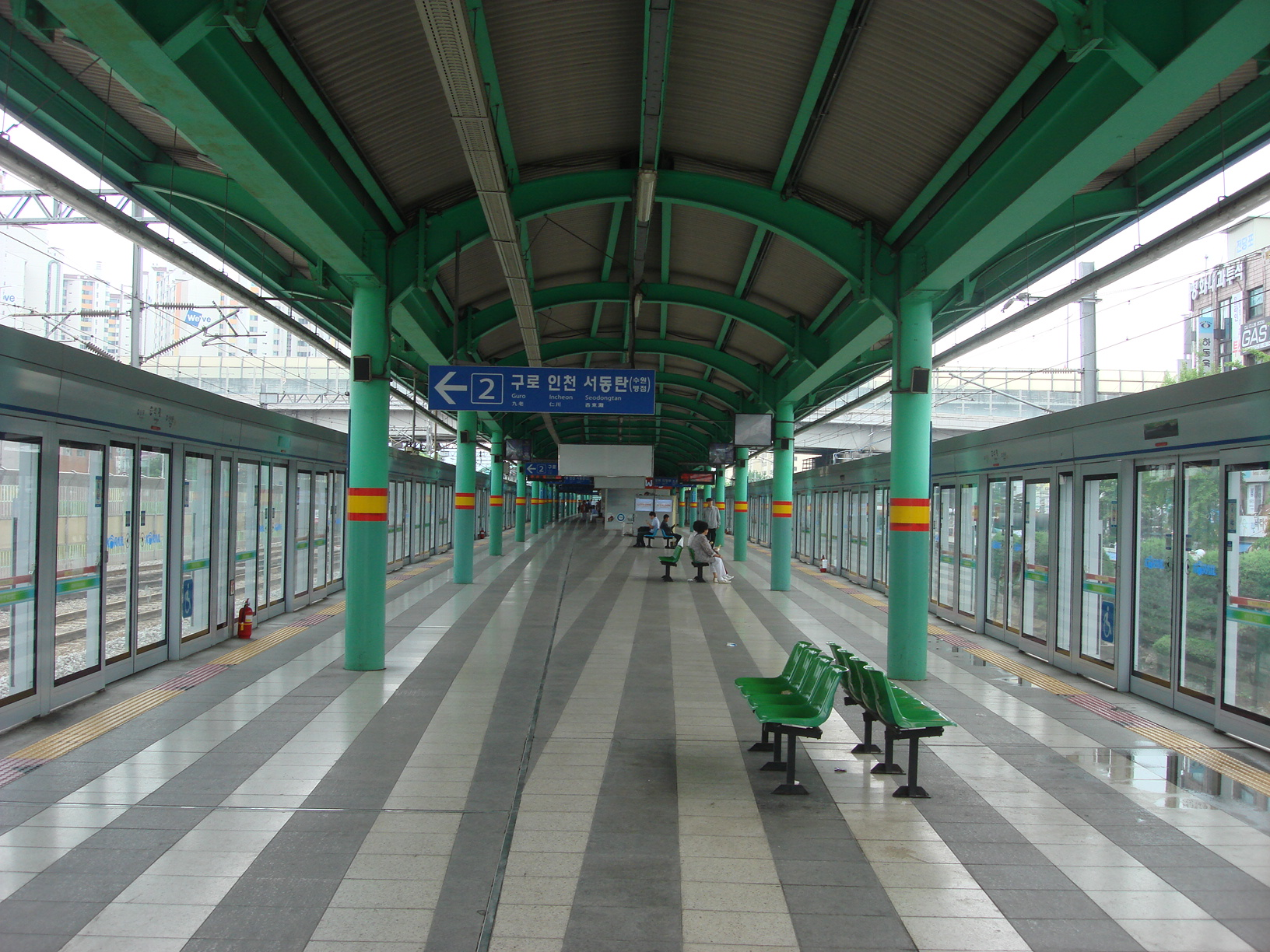
Sân ga Tuyến 1
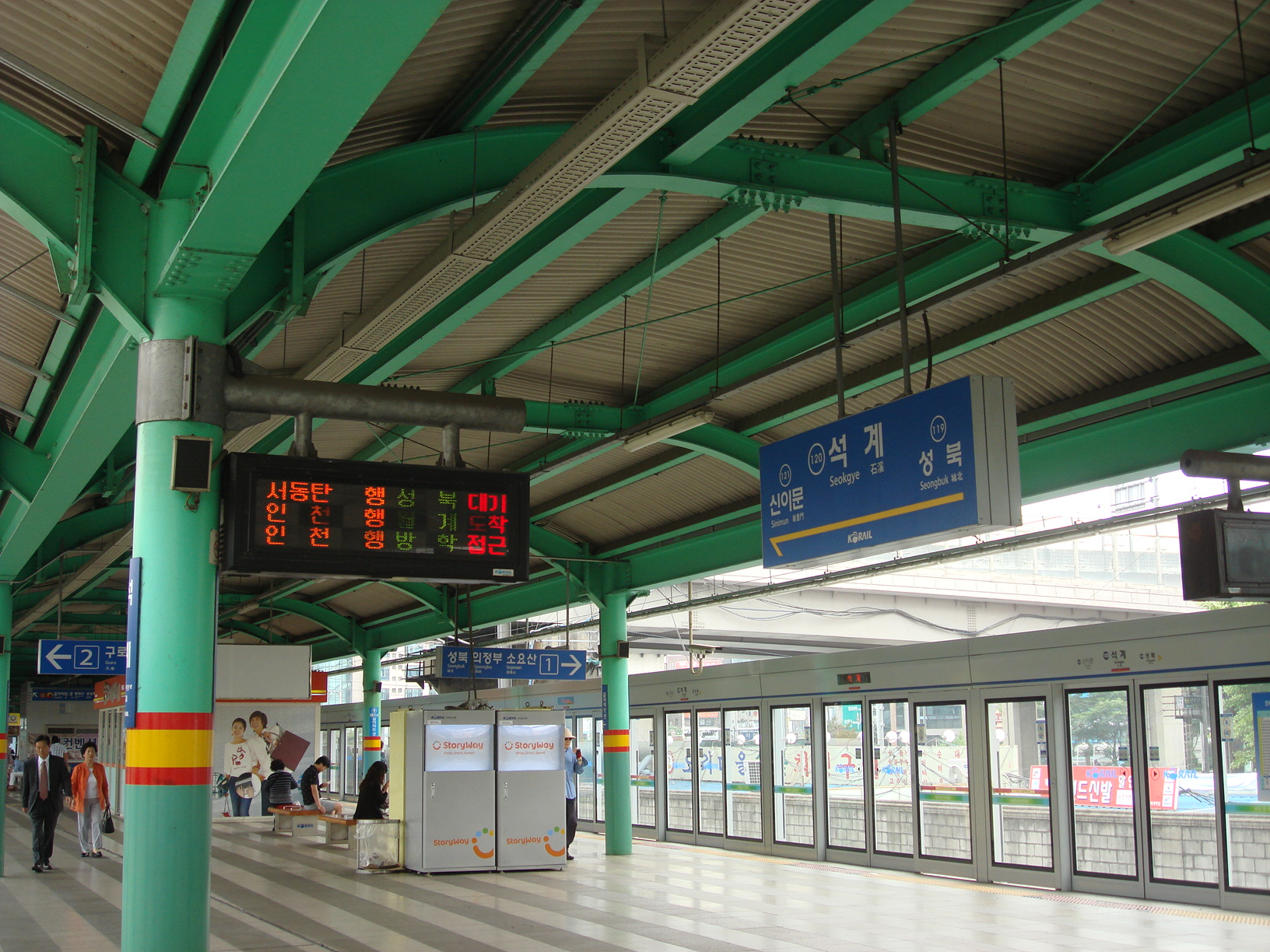
Bảng tên ga Tuyến 1
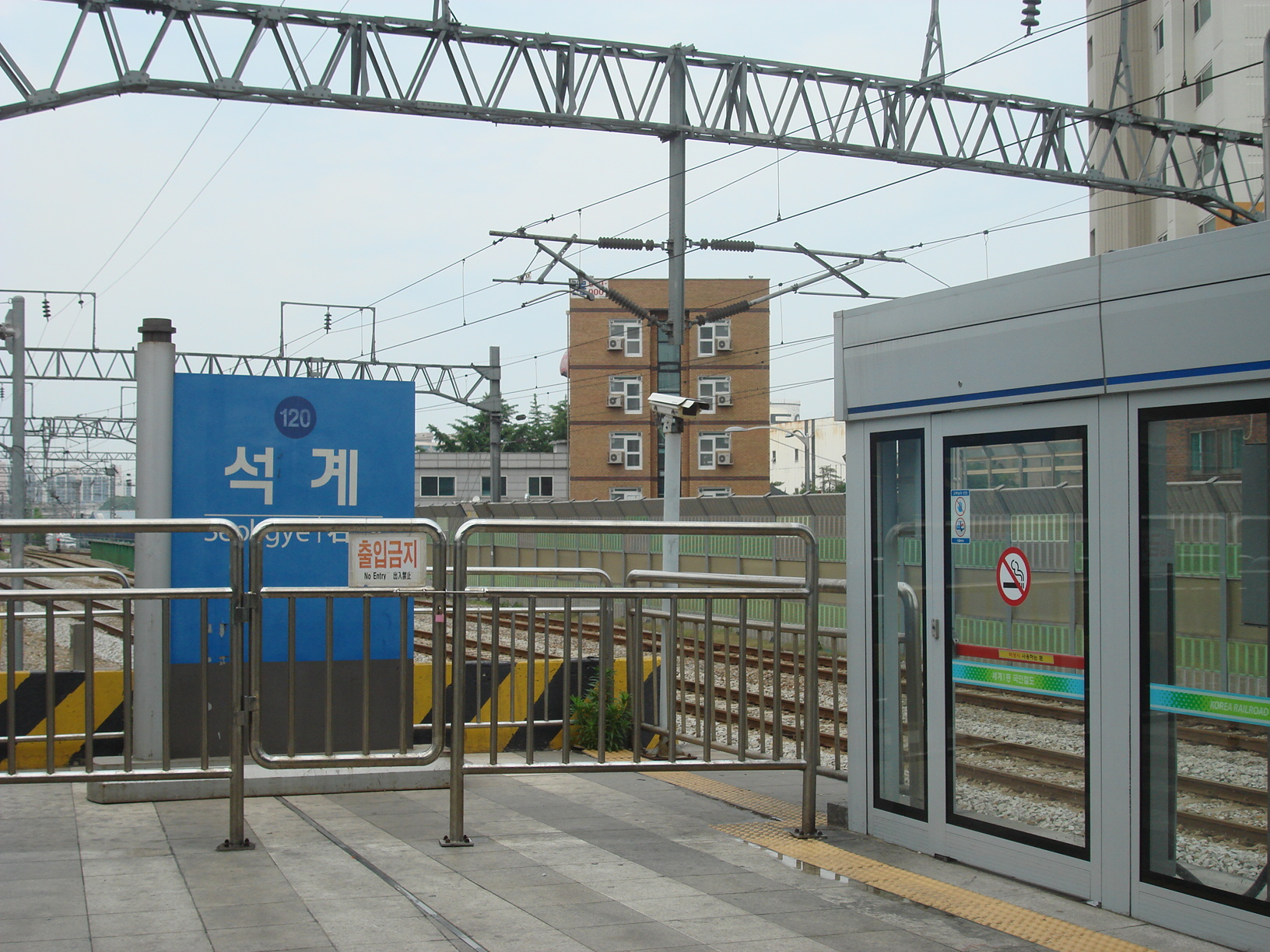
Bảng tên ga Tuyến 1
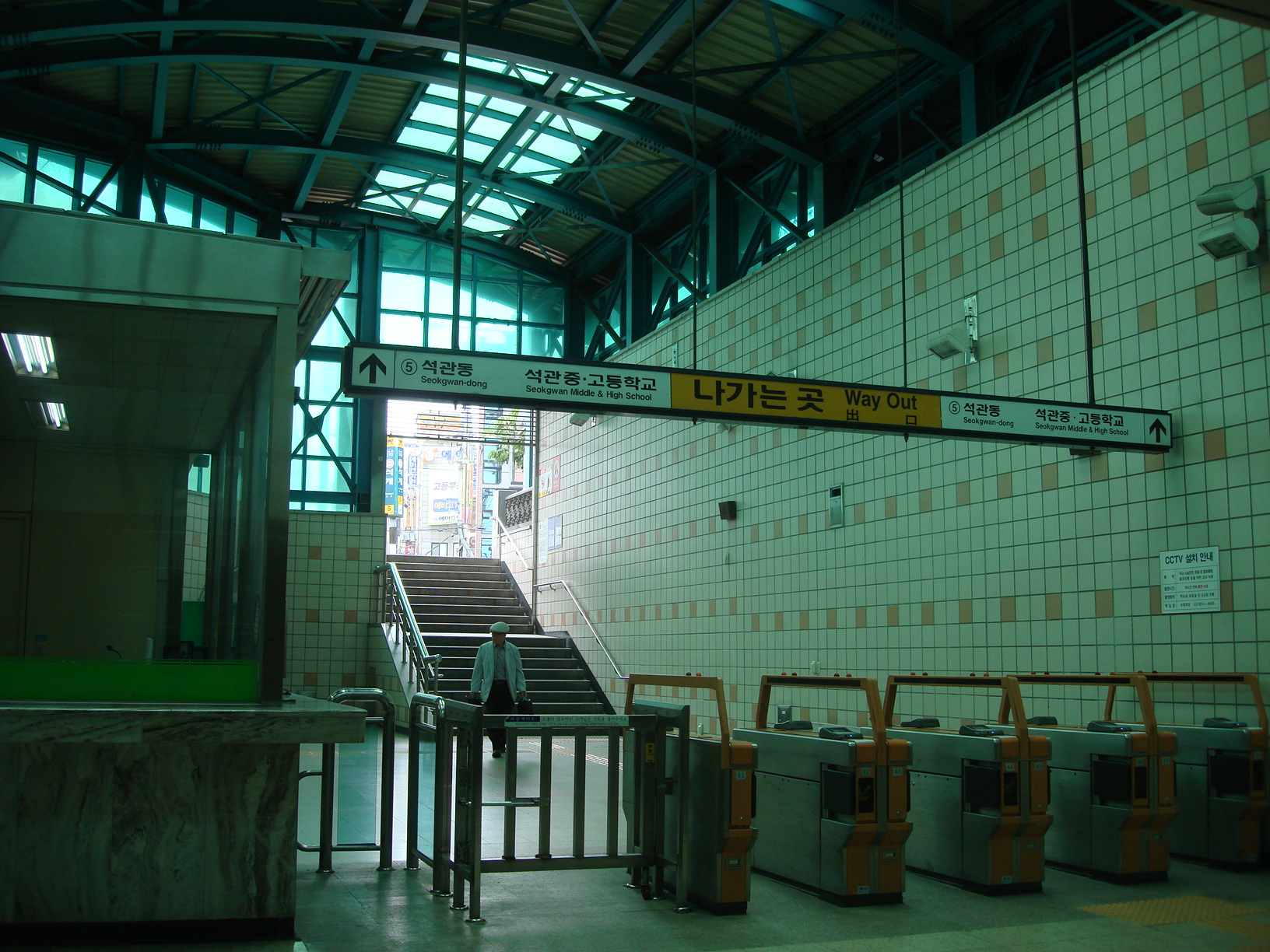
Lối ra 5
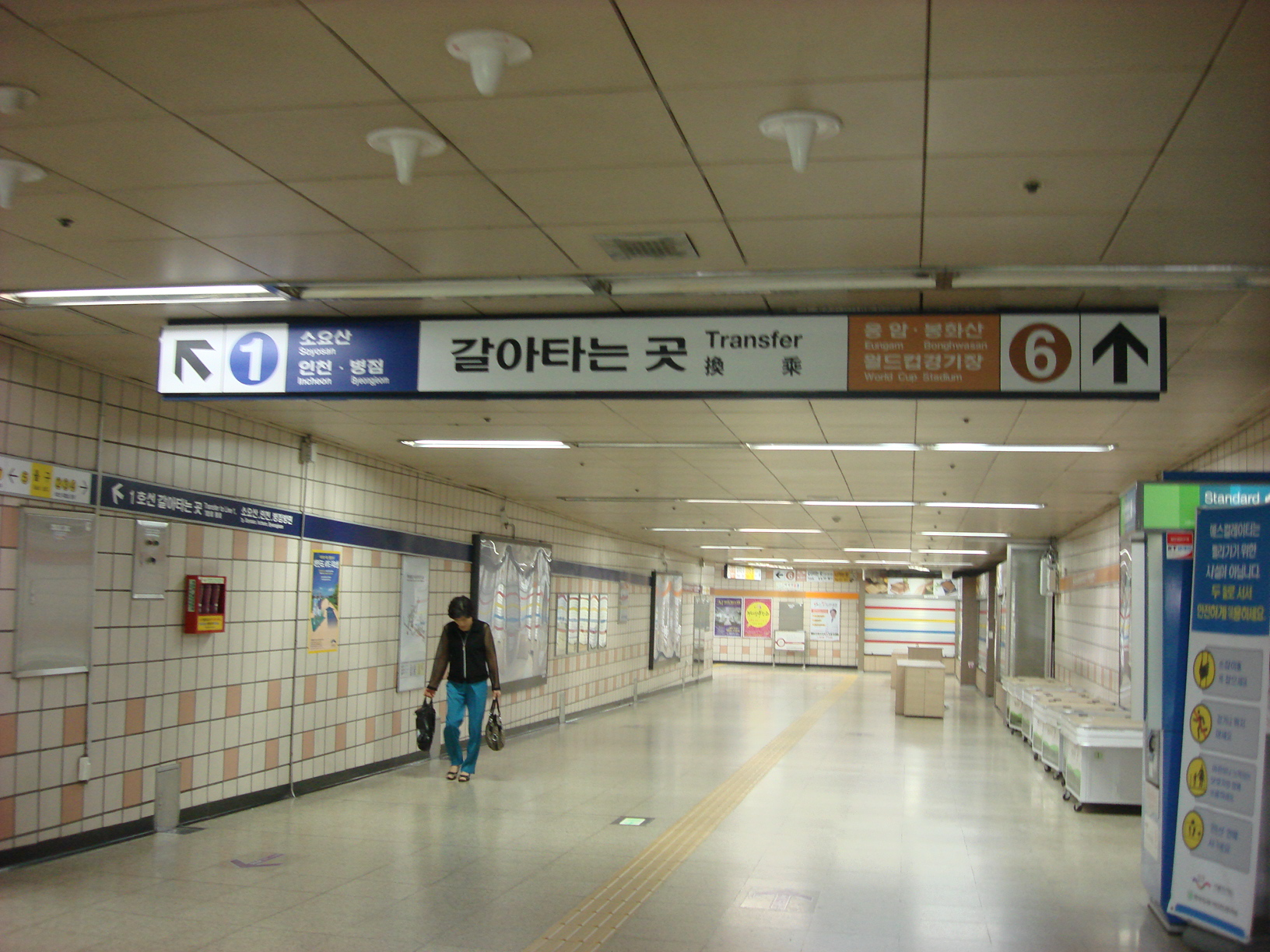
Lối đi chuyển tuyến
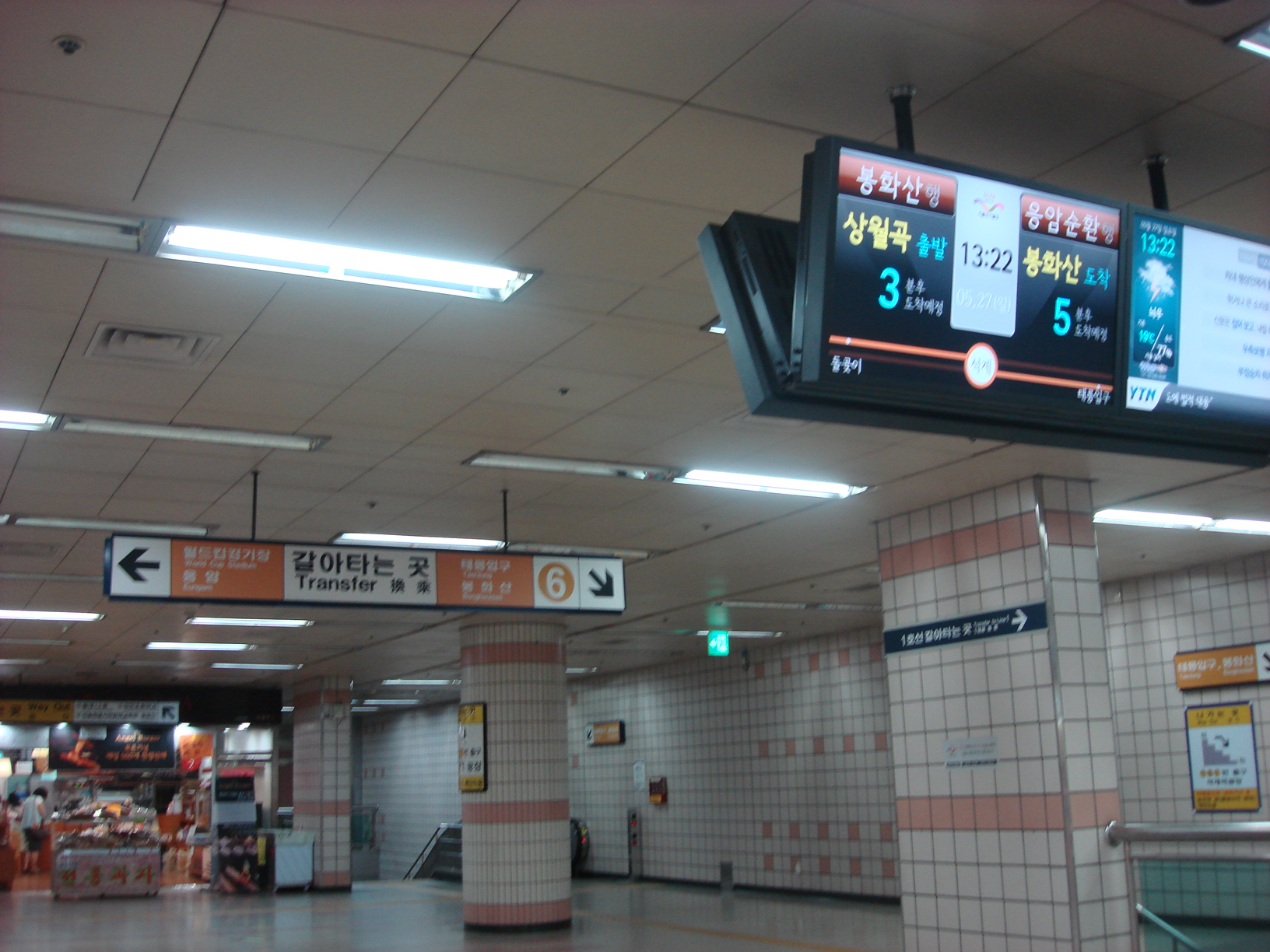
Phòng chờ Tuyến 6
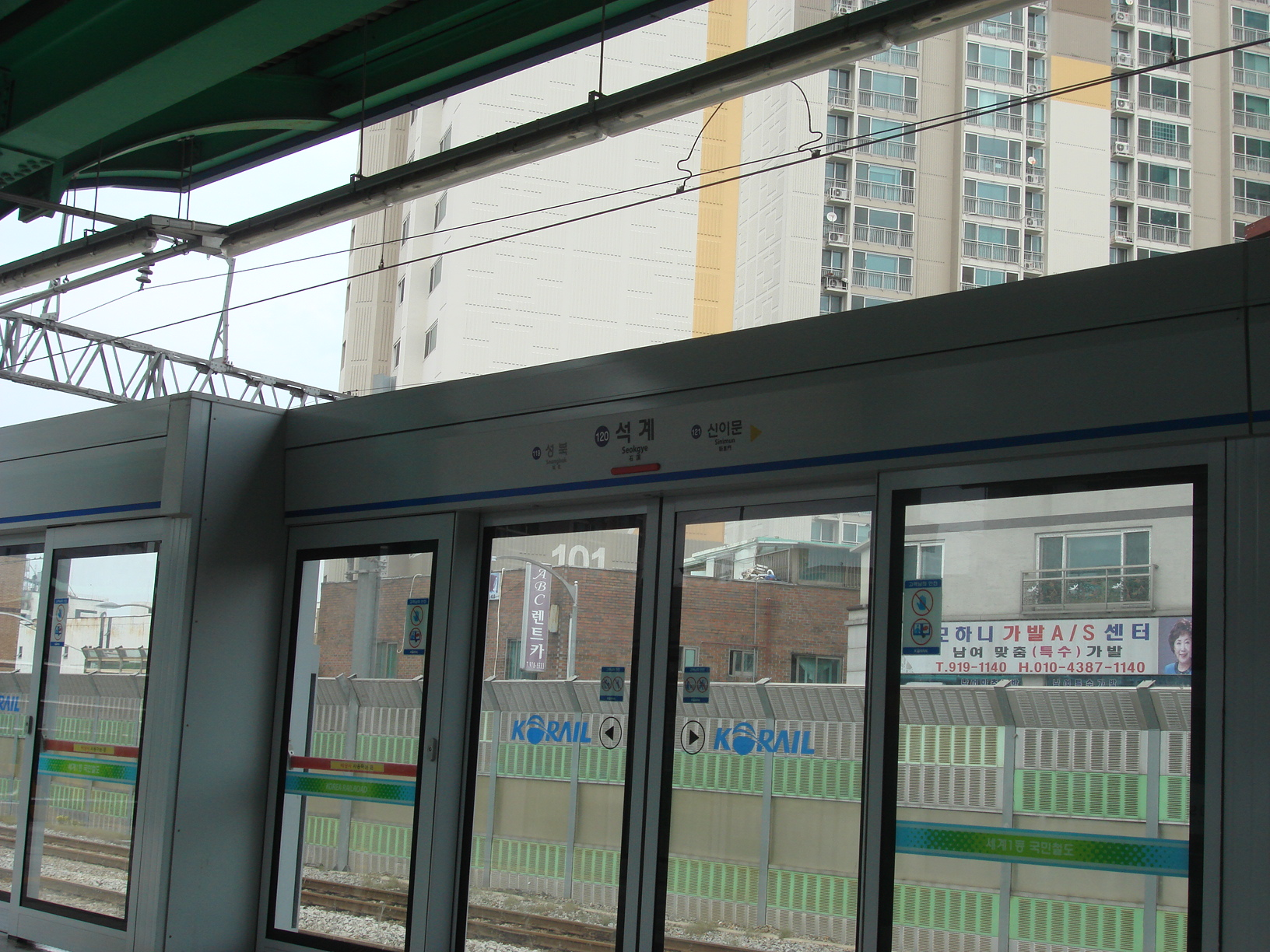
Cửa chắn sân ga Tuyến 1